# ヨルダン・ヨブチェフ
ヨルダン・ヨブチェフ（ブルガリア語: Йордан Йовчев、英語: Yordan Yovchev 1973年2月24日 - ）は、ブルガリアの元体操競技選手。プロヴディフ出身。

## 主な成績
- シドニーオリンピック床・つり輪（銅メダル）
- 世界体操競技選手権床・つり輪（金メダル）
- アテネオリンピック 床（銅メダル）
- アテネオリンピック つり輪（銀メダル）

## プロフィール
オリンピックにはバルセロナオリンピックで初出場を果たした。
1996年アトランタオリンピックで床・つり輪で4位、2000年シドニーオリンピックでは初めてメダルを獲得。2003年、世界体操で金メダルを獲得。2004年、アテネオリンピックで銀メダルを獲得。その年の冬にマッスルミュージカルに参加。2008年の北京オリンピックには最年長選手で出場。
現役選手のままブルガリア体操連盟会長に就任。2012年ロンドンオリンピックにも出場し、開会式でブルガリア選手団の旗手を務めた。自身6回目のオリンピック出場となり、これは、体操競技選手として史上最多出場となる。種目別つり輪で7位入賞。2013年2月に引退。
2013年、スポーツにおける優れた業績に対してブルガリア政府よりスタラ・プラニナ勲章が授与された。2016年に国際体操殿堂入り。 
体操競技以外では、2001年、SASUKEで初出場にしてファイナリストという功績を挙げた。2003年秋にSASUKEに再び出場。それ以降は時々出場し、有力選手として顔を並べている。

## SASUKEでの成績
第8回大会にシドニーオリンピックゆか、吊り輪の銅メダリストの実績を引っ提げて参戦。1stの反り立つ壁に苦戦し、ロープクライムに突入したタイミングで残り十秒を切るも、驚異的なスピードで上り、
残り0.00秒残しでクリア。2ndを問題なくクリアし、3rdではボディプロップ、クリフハンガー改をクリアし、パイプスライダーに到達。最終地点で何度もバーが動き、腕の力に限界がきたものの、着地を成功させ、3rdステージをクリア。外国籍選手としては初めてのファイナリストである。FINALステージでは大雨の影響でスタート音が聞こえずスタートが遅れ、大雨の影響で慎重に登ったのが仇となり、15秒以内に綱を掴めずに壁が開き落下した。（ゼッケン59）。
第12回大会に前回の活躍からゼッケン99に大昇進。1st、2ndを問題なく突破し、3rdステージ進出。しかし前回よりリューアルされた腕力エリアの消耗され、クリフハンガー改の下り段差に手を掛けた瞬間落下した。
第14回大会も危なげなく3rdステージに進出し、クリフハンガーの練習を積んだものの、前回同様、下り段差に手を掛けた瞬間落下した（ゼッケン97）
第15回大会では、初出場以来に反り立つ壁で苦戦し、4度目の出場で初めての1stステージリタイアとなった。（ゼッケン95）
第16回大会では、前回リタイアしたそり立つ壁を突破し、2大会ぶりに3rdステージまで進出。しかしまたしてもクリフハンガー改の下り段差で落下した。同部分で3度目のリタイアになった（ゼッケン95）
第20回大会で4大会ぶりに出場。ジャンピングスパイダー、ハーフパイプアタックなどの未知のエリアを突破するも、そり立つ壁を越えられずにタイムアップとなった。（ゼッケン1993）
第23回大会ではそり立つ壁にリベンジは成功するも時間を費やしてしまい、スライダージャンプで背水の陣で粘ってクリアしたものの、最終エリアのロープラダーでタイムアップとなった。今大会を最後に出場していない（ゼッケン79）
| 大会   | ゼッケン | STAGE | 記録               | 備考         |
| ------ | -------- | ----- | ------------------ | ------------ |
| 第8回  | 59       | FINAL | スパイダークライム | 残り約2m     |
| 第12回 | 99       | 3rd   | クリフハンガー改   | 2→3本目      |
| 第14回 | 91       | 3rd   | クリフハンガー改   | 2→3本目      |
| 第15回 | 97       | 1st   | そり立つ壁         | タイムアップ |
| 第16回 | 95       | 3rd   | クリフハンガー改   | 2→3本目      |
| 第20回 | 1993     | 1st   | そり立つ壁         | タイムアップ |
| 第23回 | 79       | 1st   | ロープラダー       | タイムアップ |